# قلعه پونزی
قلعه پونزی یک دژ قرون وسطایی و فرمانداری سابق روم ساکسونی در پونزی در ساسکس شرقی است. این مجموعه یک اثر باستانی تحت مراقبت سازمان میراث انگلستان و در دسترس بازدید کنندگان است. رومیان آن را در ابتدا حدود ۲۹۰ میلادی بنا کردند و نامش را آندریتوم گذاشتند، به نظر می‌رسد این قلعه پایگاه ناوگانی بنام Classis Anderidaensis بوده‌است. دلایل ساخت آن مشخص نیست. مدتهاست که تصور می‌شود بخشی از خط دفاعی رومیان برای محافظت از سواحل انگلیس و گال (فرانسه امروزی) در برابر دزدان دریایی ساکسون بوده‌است. احتمال داده می‌شود که آندریتوم و دیگر قلعه‌های سواحل ساکسون توسط یک غاصب ساخته شده‌اند تا از هجوم دوباره رومیان به بریتانیا جلوگیری شود.

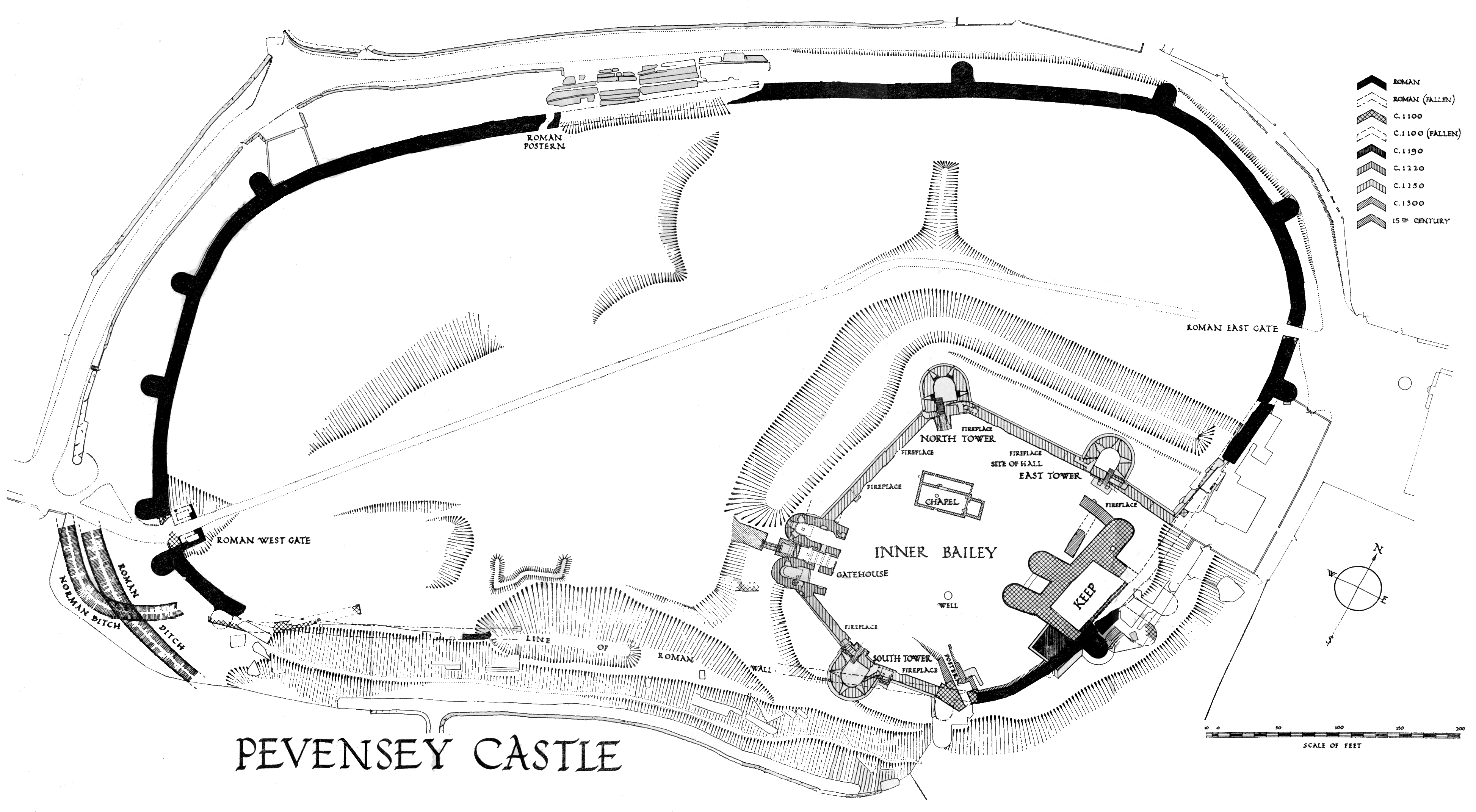
نقشه قلعه پونزی

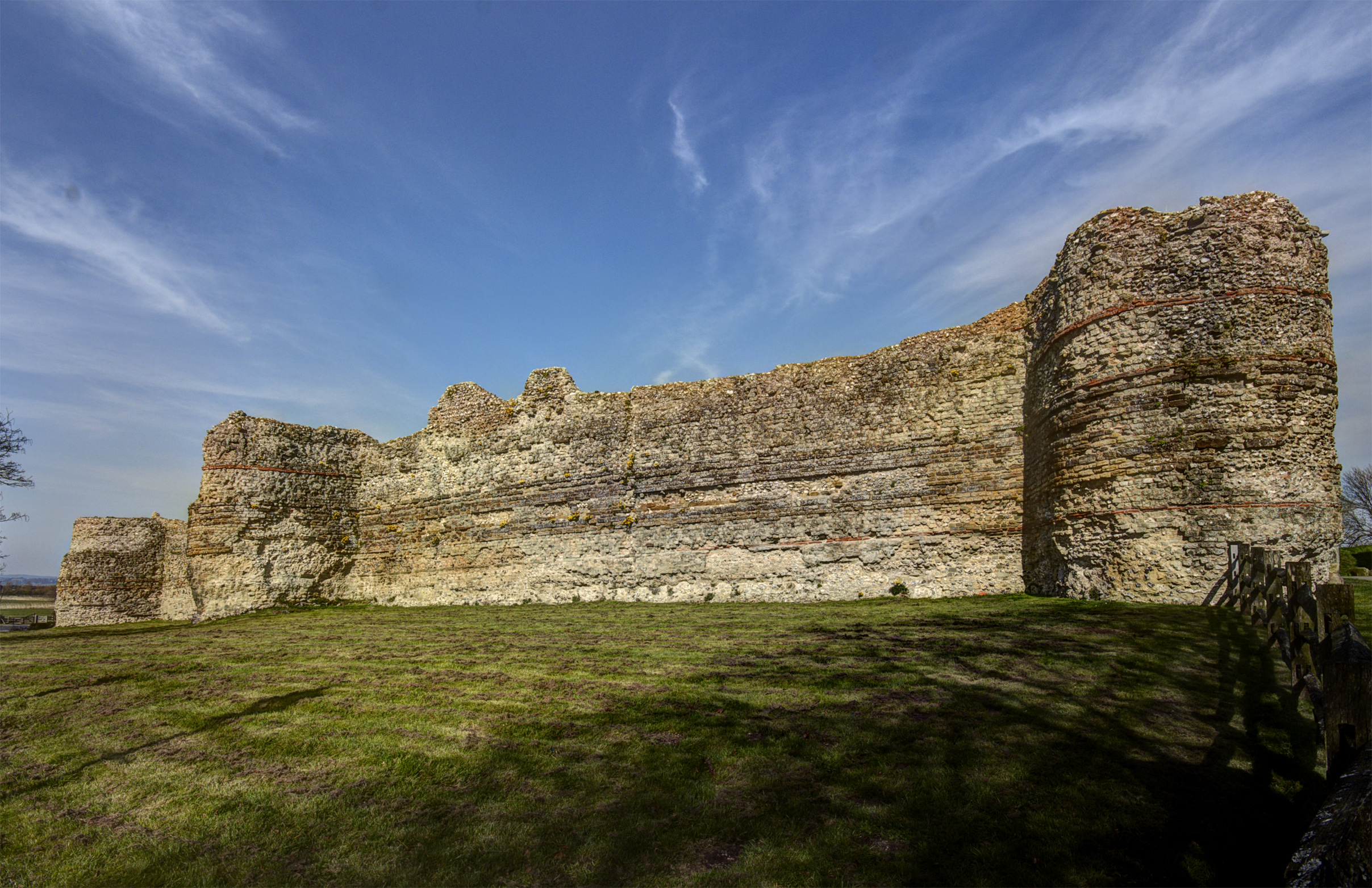
دیوار حفاظتی رومی غربی قلعه پونزی

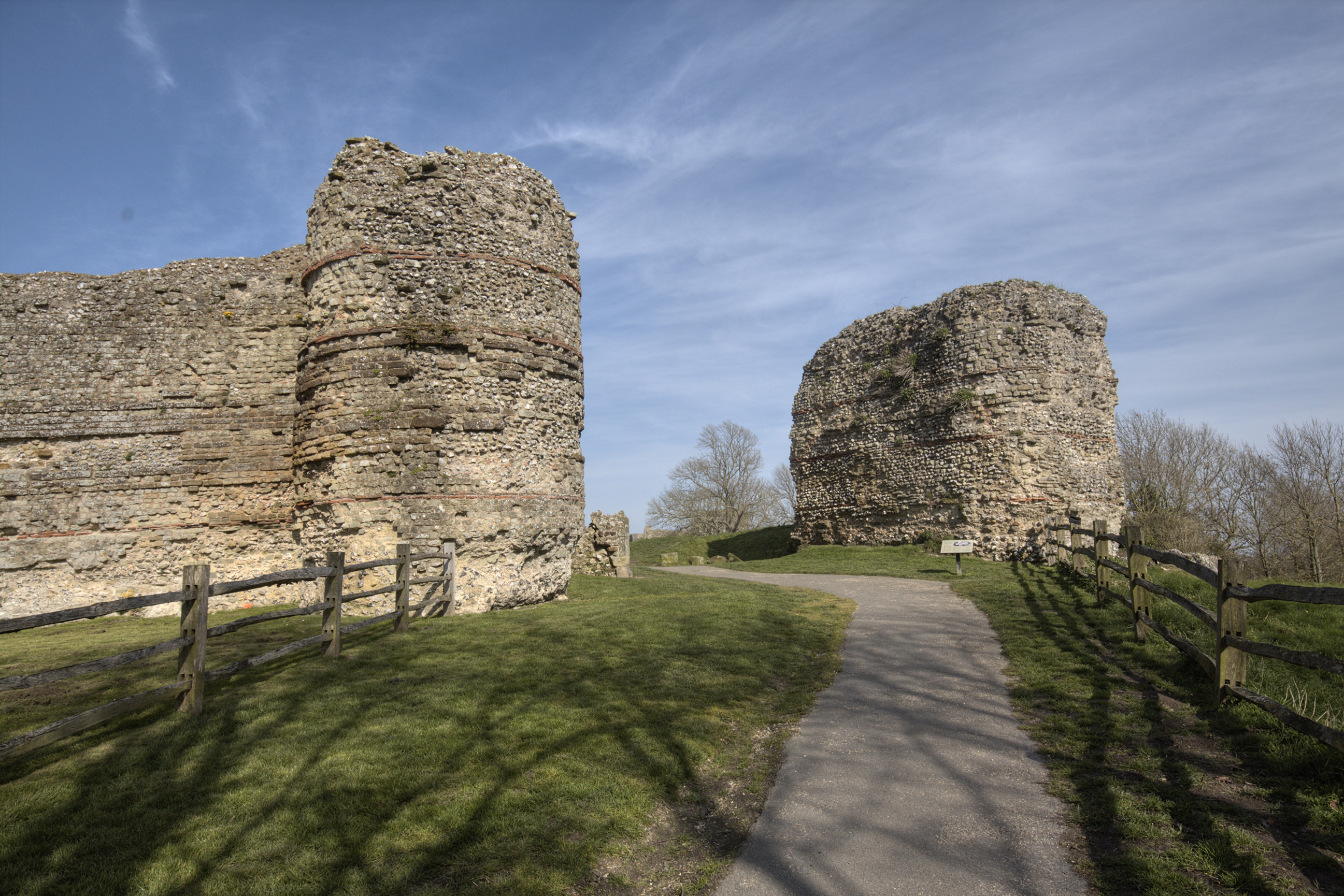
دروازه غربی قلعه پونزی